# على أساس الجنس (فلم)
على أساس الجنس (بالإنجليزية: On the Basis of Sex) فيلم سيرة ذاتية، وقانون، ودراما أمريكي للمخرجة ميمي لدار  عام 2018. يستند الفيلم إلى الحياة والقضايا المبكرة لروث بادر جينسبيرغ، التي كانت ثاني امرأة تعمل قاضية مشاركة في المحكمة العليا للولايات المتحدة. كتب أحداث الفيلم دانيال ستيبلمان (ابن شقيق جينسبيرغ الحقيقي). الفيلم من بطولة فيليسيتي جونز، أرمي هامر، جاستن ثيرو، كاثي بيتس، وسام ووترستون.
كان العرض الأول في مهرجان "معهد الفيلم الأمريكي" في 8 نوفمبر 2018.
صدر الفيلم إلى دور العرض الأمريكية في إصدار محدود في 25 ديسمبر 2018.
صدر الفيلم إلى دور العرض الأمريكية في إصدار عام في 11 يناير 2019.
صدر الفيلم في دور العرض المصرية والسعودية في 24 يناير 2019.
تلقى الفيلم مراجعات إيجابية بشكل عام من النقاد، الذين أشادوا بأداء جونز، وتعقيد الفيلم ووتيرته على مستوى دراماتيكي. شعر نقاد آخرون أن السيرة الذاتية كانت متوقعة، ومعبأة بشكل مفرط وقديمة. كانت ميزانية الفيلم 20 مليون دولار، وبلغت إجمالي الأرباح 38.8 مليون دولار في شباك التذاكر.
منح موقع قاعدة بيانات الأفلام على الإنترنت (IMDB) الفيلم درجة 7.1/ 10.
منح موقع قاعدة بيانات الأفلام العربية "السينما.كوم" الفيلم درجة 6.3/ 10.

## طاقم التمثيل
فيليسيتي جونز: في دور روث بدر جينسبيرغ
أرمي هامر: في دور مارتن دي جينسبيرغ
جاستن ثيرو: في دور ملفين "ميل" وولف
كاثي بيتس: في دور دوروثي كينيون
سام ووترستون: في دور إروين جريسوولد
كايلي سبيني: في دور جين سي جينسبيرغ
كالوم شونيكر: في دور جيمس ستيفن جينسبيرغ
جاك رينور: في دور جيمس هـ. بوزارث
ستيفن روت: في دور البروفيسور إرنست براون
رونالد جوتمان: في دور البروفيسور جيرالد غونتر
كريس مولكي: في دور تشارلز موريتز
غاري فيرنتز: في دور القاضي ويليام إدوارد دويل
فرانسيس إكس مكارثي: في دور القاضي فريد دوجيرتي
بن كارلسون: في دور القاضي ويليام جودسون هولواي جونيور
ويندي كروسون: في دور هارييت جريسوولد
جون رالستون: في دور توم ميلر
آرثر هولدن: في دور دكتور ويلاند ليدبيتر
أنجيلا جالوبو: في دور إميلي هيكس
ارلين اجوايو ستيوارت: في دور زعيمة المحتجين  
هولي غوتييه فرانكل: في دور ميليسنت
توم ايروين: في دور جرين
روث بدر جينسبيرغ: في دور روث بدر جينسبيرغ 

## أحداث الفيلم
كانت روث بادر جينسبيرغ (فيليسيتي جونز) طالبة في السنة الأولى في كلية الحقوق بجامعة هارفارد، في عام 1956،عندما تم تشخيص زوجها مارتن جينسبيرغ (أرمي هامر)، وهو طالب في السنة الثانية، بسرطان الخصية. اعتادت روث أن تحضر كل من فصولها الدراسية أثناء رعاية مارتن وابنتهما الرضيعة جين. بعد ذلك بعامين، تم تعيين مارتن بشركة في مدينة نيويورك وكان السرطان قد عاد للظهور. قدمت روث التماسات إلى عميد كلية الحقوق بجامعة هارفارد للسماح لها بإكمال دراستها في القانون بجامعة هارفارد مع فصول دراسية في كلية الحقوق بجامعة كولومبيا في نيويورك، لكنه أصر على اتباع سياسات جامعة هارفارد ورفض طلبها، لذلك انتقلت إلى كولومبيا. بالرغم من تفوق روث إلا أنها لم تجد وظيفة في مؤسسة للمحاماة لأنهم لا يرغبون في توظيف امرأة. عملت كأستاذة في مدرسة روتجرز للحقوق، حيث قامت بتدريس مادة "التمييز على أساس الجنس والقانون". قام تشارلز موريتز (كريس مولكي)، عام 1970، بتوظيف ممرضة لمساعدته في رعاية والدته العجوز حتى يتمكن من مواصلة العمل، وحُرم موريتز من الخصم الضريبي للرعاية التمريضية لأنه في ذلك الوقت كانت المادة 214 من قانون الدخل الداخلي تقتصر على وجه التحديد على "المرأة أو الأرمل أو المطلقة أو الزوج الذي تكون زوجته عاجزة". وقضت المحكمة بأن موريتز، الرجل الأعزب، أنه غير مؤهل للخصم. رأت روث في هذه الحالة فرصة للبدء في تحدي العديد من القوانين التي تم سنها على مر السنين والتي تفترض أن الرجال سيعملون لإعالة الأسرة، وستبقى المرأة في المنزل وتعتني بالزوج والأطفال. كانت روث تعتقد أنه إذا تمكنت من وضع حكم سابق بأن مورتز تعرض للتمييز بشكل غير عادل على أساس الجنس، ويمكن، فيما بعد، بالاستشهاد بهذه السابقة في القضايا التي تتحدى قوانين التميز ضد المرأة.
تلتقي روث بميل وولف من اتحاد الحريات المدنية الأمريكي في محاولة للحصول على مساعدتهم، لكنه يرفض. تسافر روث إلى دنفر للقاء موريتز وتصبح محاميته. كانت روث لا خبرة لها في قاعة المحكمة، وتعمل بشكل سيئ في محكمة صورية. تعرض الحكومة على موريتز تسوية بقيمة دولار واحد. وتقدم روث اقتراحًا مضادًا يشمل أن تدفع الحكومة لموريتز المبلغ الذي ادعاه كخصم وتصدر إقرارًا بأنه لم يرتكب أي خطأ، وتعترف بأن الجزء القائم على الجنس من القسم 214 غير دستوري. ترفض الحكومة هذا الاقتراح بسبب العنصر الدستوري. أثناء المرافعة الشفوية في محكمة الاستئناف، يستهلك مارتن من الوقت المخصص لهم أكثر مما كان ينوي. وتتوتر روث لكنها تطرح عدة نقاط رئيسية، وهي لا تطلب من المحكمة تغيير المجتمع، بل تطلب من القانون مواكبة التغيرات المجتمعية التي حدثت بالفعل. دفع قاضٍ بعدم احتواء الدستور على كلمة "امرأة"، وردت روث بقوة أن الدستور لا يحتوي أيضًا على كلمة "حرية".
احتفل وولف وموريتز وروث جينسبورغ بغض النظر عن فوز روث أو خسارتها. تشير العناوين بعد المشهد الختامي إلى أن محكمة الاستئناف حكمت بالإجماع لصالح موريتز. شاركت روث في تأسيس مشروع حقوق المرأة في اتحاد الحريات المدنية الأمريكي، والذي ألغى العديد من القوانين القائمة على الجنس، وفي عام 1993 صوت مجلس الشيوخ بعدد 96 صوتًا مقابل 3 أصوات لتصبح روث قاضية مشاركة في المحكمة العليا للولايات المتحدة. . يُظهر المشهد الأخير روث جينسبيرغ الحقيقية وهي تصعد درجات مبنى المحكمة العليا.

## إنتاج الفيلم
أعلن، من خلال وسائل الإعلام، أن روبرت دبليو كورت ينتج الفيلم. وفي 18 يوليو 2017، ذكر أن الفيلم ستقوم بإخراجه ميمي ليدر. بدأ الإنتاج في أواخر عام 2017 في مونتريال، كيبيك. كتب دانيال ستيبلمان، ابن شقيق جينسبيرغ، نص الفيلم، قد وضع في القائمة السوداء لعام 2014 لأفضل سيناريوهات العام التي لم يتم إنتاجها.
كانت ناتالي بورتمان مرشحة لدور جينسبيرغ. ولكن في 18 يوليو 2017، ذكر أن فيليسيتي جونز ستلعب دور جينسبيرغ في الفيلم. وفي 7 سبتمبر 2017، تم اختيار هامر ليلعب دور مارتن زوج روث. أكتمل طاقم التمثيل بانضمام جاستن ثيرو، كاثي بيتس، سام ووترستون، جاك رينور، ستيفن روت وكايلي سبايني في أكتوبر حيث بدأ التصوير. وفي أبريل 2018، أُعلن أن جينسبيرغ ستظهر في دور صغير.

## ظهور الفيلم واستقباله
كان من المقرر أن تقوم شركة "فوكس فيتشرز" باصدار الفيلم في 9 نوفمبر 2018، ولكن تم تأجيله ليصدر إصداراً محدوداً في 25 ديسمبر 2018، مع إصدار عام في 11 يناير 2019. كان العرض العالمي الأول للفيلم في مهرجان "معهد الفيلم الأمريكي AFI" في 8 نوفمبر 2018.
ظهر المقطع الدعائي الأول للفيلم في 16 يوليو 2018  وتعرض لانتقادات كثيرة لمشهد تقول بطلة الفيلم فيه للقاضي أن كلمة "حرية" لا تظهر في دستور الولايات المتحدة. صرح كاتب السيناريو دانييل ستيبلمان، رداً على الانتقادات، أن الهدف من الحوار هو إظهار أن الدستور، مثل البلد ككل، كان دائمًا منفتحًا على التحسين.
أصدرت فنانة البوب الراب كيشا، في 21 سبتمبر 2018، أغنية تحت عنوان "هنا يأتي التغيير Here Comes the Change" كأغنية قائمة بذاتها، ومع ذلك لم يتم تضمينها في الموسيقى التصويرية للفيلم.
بلغ إجمالي دخل فيلم "على أساس الجنس" 24.6 مليون دولار في الولايات المتحدة وكندا، و 14.1 مليون دولار في أقاليم أخرى، بإجمالي عالمي يبلغ 38.7 مليون دولار.
حقق الفيلم أرباحًا بلغت 442 ألف دولار من 33 دار عرض في اليوم الأول من إصداره في 25 ديسمبر. وبلغت الأرباح 690 ألف دولار في أول عطلة نهاية أسبوع، أي ما مجموعه 1.5 مليون دولار خلال الأيام الستة الأولى. خلال الفترة من 11 إلى 13 يناير، أول عطلة نهاية أسبوع له من الإصدار العام، حقق الفيلم 6.2 مليون دولار من 1923 داراً للعرض، وانتهى في المركز السادس في شباك التذاكر. في عطلة نهاية الأسبوع الثانية من الإصدار العام، انخفضت أرباح الفيلم بنسبة 35 ٪ إلى 4 ملايين دولار، وانتهى في المركز العاشر.
منح موقع "الطماطم الفاسدة" الفيلم تقييماً مقداره 72% بناءاً على آراء 265 ناقداً سينمائياً وكتب إجماع نقاد الموقع: "الفيلم ليس قريبًا من الريادة في موضوع يخص الحياة الواقعية، لكن حياتها الاستثنائية تقدم حجة قوية لنفسها باعتبارها سيرة ذاتية ملهمة وجيدة التمثيل."
 منح موقع "ميتاكريتيك" الفيلم تقييماً مقداره 59% بناءاً على آراء 40 ناقداً سينمائياً.
الجماهير الذين استطلعت آراؤهم شركة "سينماسكور" منحت الفيلم درجة (A) على مقياس من (+A) إلى (F) بينما أفاد استفتاء "بوست تراك" أن رواد السينما منحوا الفيلم درجة إيجابية إجمالية قدرها 94٪ و"توصية مؤكدة" 62%.
أشار سكوت من صحيفة نيويورك تايمز إلى أن الفيلم لا يزال قريبًا من القصة الحقيقية لظهور جينسبيرغ كمحامية رائدة في مجال حقوق المرأة: "أن الفيلم قد يتركك ترغب في المزيد - المزيد من التاريخ، المزيد من الشخصية، العاطفة الأكثر تعقيدًا، المزيد من الخلاف الأيديولوجي - لا يتم احتسابه بالضرورة ضده. فالروايات التاريخية تكون أفضل عندما تثير الفضول وترضيها أيضًا."

## الجوائز والترشيحات
فاز الفيلم بأربعة جوائز و 12 ترشيح:
جوائز أفلام الكبار 2019 - الرابطة الأمريكية للمتقاعدين: رشح لجائزة أفضل مخرجة (ميمي ليدر) – وجائزة أفضل قصة حب للكبار
جوائز السينما من أجل السلام 2019: رشح لجائزة السينما من أجل السلام وجائزة السينما من أجل تمكين المرأة
جوائز هارتلاند فيلم 2018: فاز بجائزة الفيلم المتحرك حقًا، ميمي ليدر (مخرج) وفوكس فيتشرز (الموزع)
جوائز هوليوود للموسيقى في وسائل الإعلام (HMMA) 2018: رشح لجائزة أفضل أغنية أصلية في فيلم روائي طويل كيشا (كتابة وأداء)، درو بيرسون (كتابة)، رابل (كتابة)، الأغنية "هنا يأتي التغيير".
جوائز الإنسانية (هيومانيتاس Humanitas) 2019: فاز بجائزة هيومانيتاس لأفضل فيلم درامي  (دانيال ستيبلمان)
جوائز ري فرايم 2019: فاز بأفضل فيلم (شركة فوكس فيتشرز)
جوائز دائرة نقاد أفلام النساء 2018: رشح لجائزة كارين مورلي وجائزة أفضل فيلم للمساواة بين الجنسين.
جوائز شبكة صورة المرأة 2019: فاز بجائزة أفضل فيلم روائي طويل. ورشح لجوائز أفضل فيلم روائي طويل لممثلة بارزة (فيليسيتي جونز)، أفضل ممثلة مساعدة في فيلم روائي طويل (كاثي بيتس)، أفضل ممثلة مساعدة في فيلم روائي طويل (كايلي سبيني)، جائزة الفيلم الرائع من إخراج امرأة (ميمي ليدر)
جوائز الفنان الشاب 2019: رشح لجائزة الفنان الشاب (أفضل أداء في فيلم روائي طويل: دعم الممثل الشاب كالوم شونيكر)
جوائز فنان الترفيه الشاب 2020: رشح لجائزة الفنان الشاب لأفضل أداء - في فيلم روائي طويل (كالوم شونيكر - أمبلين بارتنرز) 

## وصلات خارجية
- مقالات تستعمل روابط فنية بلا صلة مع ويكي بيانات